# Бейкер-Сіті (Орегон)
Бейкер-Сіті (англ. Baker City) — місто (англ. city) в США, в окрузі Бейкер штату Орегон. Населення — 10 099 осіб (2020).

## Географія
Бейкер-Сіті розташований за координатами 44°46′30″ пн. ш. 117°49′55″ зх. д. / 44.77500° пн. ш. 117.83194° зх. д. (44.774890, -117.831987).  За даними Бюро перепису населення США в 2010 році місто мало площу 18,55 км², уся площа — суходіл.

### Клімат
| Клімат : Бейкер-Сіті                                     | Клімат : Бейкер-Сіті | Клімат : Бейкер-Сіті | Клімат : Бейкер-Сіті | Клімат : Бейкер-Сіті | Клімат : Бейкер-Сіті | Клімат : Бейкер-Сіті | Клімат : Бейкер-Сіті | Клімат : Бейкер-Сіті | Клімат : Бейкер-Сіті | Клімат : Бейкер-Сіті | Клімат : Бейкер-Сіті | Клімат : Бейкер-Сіті | Клімат : Бейкер-Сіті |
| Показник                                                 | Січ.                 | Лют.                 | Бер.                 | Квіт.                | Трав.                | Черв.                | Лип.                 | Серп.                | Вер.                 | Жовт.                | Лист.                | Груд.                | Рік                  |
| Абсолютний максимум, °C                                  | 15,0                 | 18,9                 | 25,6                 | 31,7                 | 34,4                 | 38,9                 | 39,4                 | 42,8                 | 38,3                 | 31,7                 | 22,2                 | 15,6                 | 42,8                 |
| Середній максимум, °C                                    | 1,3                  | 5,4                  | 10,6                 | 15,1                 | 19,4                 | 24,0                 | 29,2                 | 29,4                 | 24,2                 | 17,1                 | 7,2                  | 1,8                  | 15,4                 |
| Середній мінімум, °C                                     | −8,3                 | −5,5                 | −2,7                 | −0,4                 | 3,5                  | 6,8                  | 9,1                  | 8,6                  | 3,9                  | −0,9                 | −4,2                 | −8,1                 | 0,2                  |
| Абсолютний мінімум, °C                                   | −34,4                | −33,3                | −20,6                | −11,1                | −8,3                 | −3,3                 | −1,1                 | −2,8                 | −8,3                 | −12,8                | −26,7                | −39,4                | −39,4                |
| Норма опадів, мм                                         | 23                   | 16                   | 21                   | 22                   | 34                   | 31                   | 18                   | 22                   | 19                   | 14                   | 25                   | 24                   | 269                  |
| Днів з опадами                                           | 11,7                 | 9,4                  | 9,7                  | 9,3                  | 10,0                 | 7,9                  | 4,9                  | 5,0                  | 4,8                  | 5,8                  | 11,3                 | 11,0                 | 100,8                |
| Днів зі снігом                                           | 8,2                  | 5,6                  | 4,1                  | 2,2                  | 0,4                  | 0                    | 0                    | 0                    | 0                    | 0,4                  | 4,8                  | 8,2                  | 33,9                 |
| -------------------------------------------------------- | -------------------- | -------------------- | -------------------- | -------------------- | -------------------- | -------------------- | -------------------- | -------------------- | -------------------- | -------------------- | -------------------- | -------------------- | -------------------- |
| Джерело: National Oceanic and Atmospheric Administration |                      |                      |                      |                      |                      |                      |                      |                      |                      |                      |                      |                      |                      |

## Демографія
Згідно з переписом 2010 року, у місті мешкало 9828 осіб у 4212 домогосподарствах у складі 2529 родин. Густота населення становила 530 осіб/км².  Було 4653 помешкання (251/км²).
Расовий склад населення:
| - 94,6 % — білих - 1,1 % — корінних американців - 0,5 % — чорних або афроамериканців - 0,5 % — азіатів - 1,0 % — осіб інших рас |

До двох чи більше рас належало 2,4 %. Частка іспаномовних становила 3,5 % від усіх жителів.
За віковим діапазоном населення розподілялося таким чином: 21,8 % — особи молодші 18 років, 57,7 % — особи у віці 18—64 років, 20,5 % — особи у віці 65 років та старші. Медіана віку мешканця становила 43,7 року. На 100 осіб жіночої статі у місті припадало 98,9 чоловіків;  на 100 жінок у віці від 18 років та старших — 98,6 чоловіків також старших 18 років.
Середній дохід на одне домашнє господарство  становив 49 796 доларів США (медіана — 36 778), а середній дохід на одну сім'ю — 62 279 доларів (медіана — 51 534). Медіана доходів становила 40 200 доларів для чоловіків та 33 716 доларів для жінок. За межею бідності перебувало 15,7 % осіб, у тому числі 25,6 % дітей у віці до 18 років та 8,0 % осіб у віці 65 років та старших.
Цивільне працевлаштоване населення становило 3723 особи. Основні галузі зайнятості: освіта, охорона здоров'я та соціальна допомога — 25,3 %, роздрібна торгівля — 15,1 %, виробництво — 11,6 %, мистецтво, розваги та відпочинок — 10,3 %.